# Barbara Czarnocka
Barbara Michalina Czarnocka – specjalista biochemii i endokrynologii molekularnej, profesor nauk medycznych.

## Życiorys
W 1974 ukończyła studia magisterskie w Wydziale Biologii Uniwersytetu Warszawskiego. Stopień doktora nauk medycznych uzyskała w 1981 w Akademii Medycznej w Warszawie na podstawie pracy pt. Charakterystyka związanego z błoną i upłynnionego białka receptorowego błon plazmatycznych komórek tarczycy wołowej wiążącego hormon tyreotropowy. W 1991 w Centrum Medycznym Kształcenia Podyplomowego uzyskała stopień doktora habilitowanego na podstawie pracy pt. Identyfikacja peroksydazy tarczycowej jako 'antygenu mikrozomalnego'. W 1998 otrzymała tytuł naukowy profesora.
Autorka i współautorka ponad 100 publikacji. Jej prace publikowano w takich czasopismach jak „Journal of Clinical Endocrinology and Metabolism”, „Endocrinology”, „Thyroid”, „British Journal of Cancer”, „Clinical Endocrinology”, „FEBS Letters”, „Autoimmunity”, „Journal of Allergy and Clinical Immunology”, „Oncotarget”.
Członkini towarzystw naukowych takich jak European Thyroid Association, European Society of Endocrinology, Polskie Towarzystwo Endokrynologiczne, Polskie Towarzystwo Biochemiczne, Polskie Towarzystwo Tyreologiczne.
Laureatka nagrody von Basedowa przyznanej przez Niemieckie Towarzystwo Endokrynologiczne za identyfikację peroksydazy tarczycowej jako głównego antygenu w chorobach tarczycy z autoagresji (1987) oraz laureatka nagrody Francuskiego Towarzystwa Endokrynologicznego za prace poświęcone peroksydazie tarczycowej i identyfikację TPO jako autoantygenu w autoimmunologicznych chorobach tarczycy (1987).
Kierownik Zakładu Biochemii i Biologii Molekularnej Centrum Medycznego Kształcenia Podyplomowego, zlokalizowanego w CMKP przy ul. Marymonckiej 99/103.

## Odznaczenia
- Krzyż Kawalerski Orderu Odrodzenia Polski (2017)[6]
- Złoty Krzyż Zasługi (2011)[7]